# Filaret (Gavrin)
Filaret (světským jménem: Dmitrij Viktorovič Gavrin; * 19. září 1973, Novozavidovskij) je ruský duchovní Ruské pravoslavné církve a biskup skadovský a olešský.

## Život
Narodil se 19. září 1973 v sídle Novozavidovskij.
Po střední škole nastoupil na mechanicko-technologickou fakultu Tverské státní technologické univerzity.
V srpnu 1996 začal pracovat v ekonomickém oddělením Moskevské duchovní akademie. V září 1997 se stal zástupcem ekonoma Moskevských duchovních škol.
Roku 2005 dokončil Moskevský duchovní seminář a pokračoval ve studiu na Kyjevské duchovní akademii.
V září 2008 začal přednášet na fakultě starověké církve Kyjevského duchovního semináře a byl jmenován zástupcem vedoucího oddělení dálkového studia.
Dne 21. prosince 2008 byl arcibiskupem boryspilským Antonijem (Pakanyčem) postřižen na monacha se jménem Filaret na počest svatého Filareta (Drozdova).
Dne 2. ledna 2009 jej arcibiskup Antonij rukopoložil na jerodiákona a 8. ledna na jeromonacha.
Dne 13. prosince 2009 byl povýšen na igumena.
V září 2011 byl ustanoven asistentem prorektora pro akademickou činnost Kyjevské duchovní akademie a semináře.
V srpnu 2012 přešel do kléru tverské eparchie a stal se knězem Voskresenského katedrálního chrámu.
Dne 4. října 2012 jej Svatý synod zvolil biskkupem bežeckým a vesjegonským. Dne 7. října byl povýšen na archimandritu a 17. listopadu oficiálně jmenován biskupem.
Dne 25. listopadu 2012 proběhla v chrámu Krista Spasitele v Moskvě jeho biskupská chirotonie. Hlavním světitelem byl patriarcha moskevský a celé Rusi Kirill.
Dne 27. května 2022 mu byl změněn titul na biskup bežecký a udomelský.
Dne 25. července 2024 rozhodnutím Svatého synodu přešel na skadovskou katedru.